# Johannes Saubert der Ältere

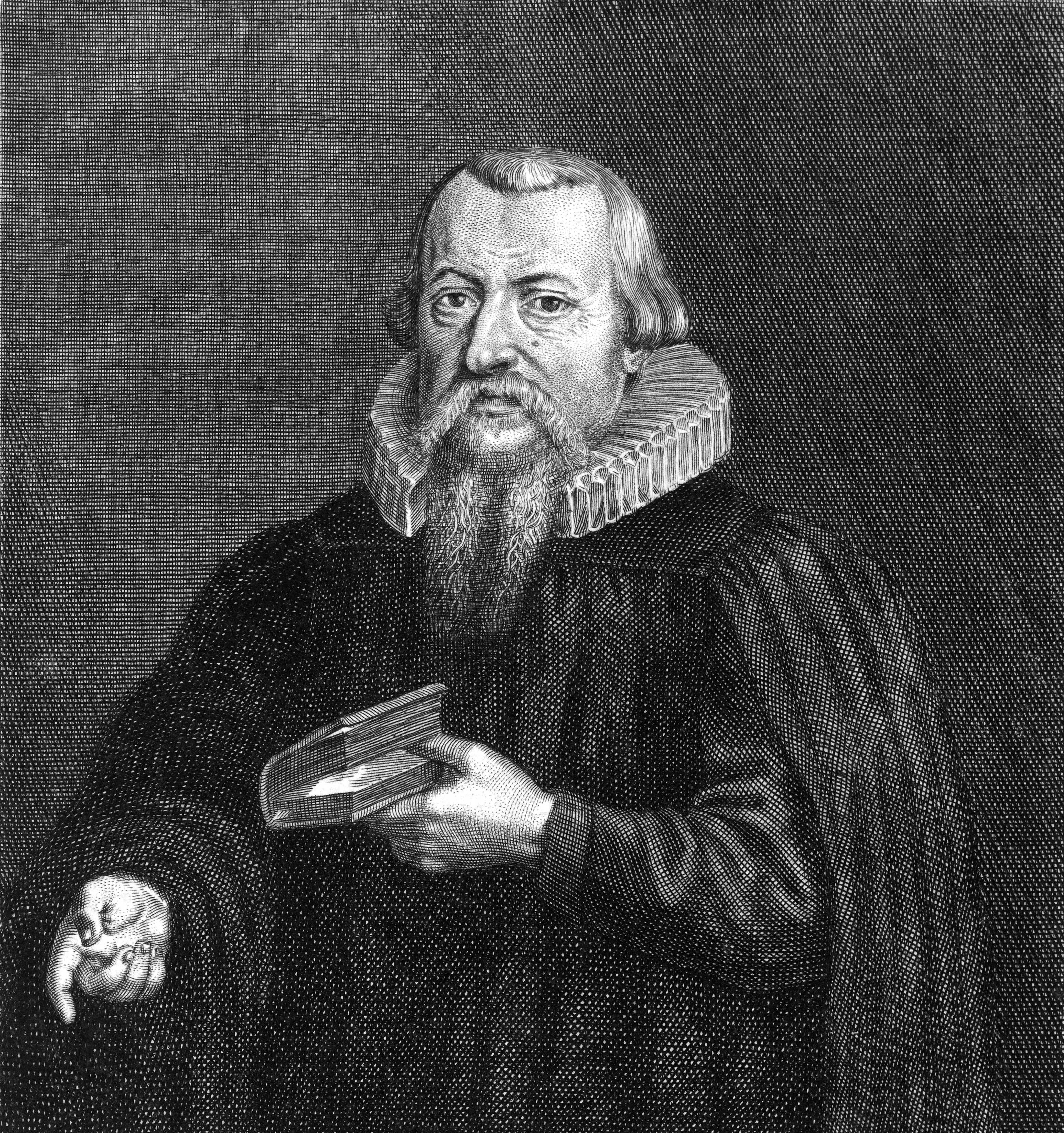
Johannes Saubert der Ältere

Johannes Saubert der Ältere (* 26. Februar 1592 in Altdorf; † 2. November 1646 in Nürnberg) war ein lutherischer Theologe und Stadtbibliothekar in Nürnberg. In seinen Schriften wird zum ersten Mal ein Katalog erwähnt, der die bis 1500 entstandenen Druckwerke, die sog. Inkunabeln, erfasst hat.

## Leben und Wirken

### Herkunft und Werdegang
Johannes Saubert, geboren und aufgewachsen in Altdorf bei Nürnberg, ging nach dem frühen Tod des Vaters, eines Zimmermanns, bei einem Müller in die Lehre. Dort entdeckte ihn der Altdorfer Theologe und Professor der dortigen Universität, Jakob Schopper, und ermöglichte dem Jungen, zusammen mit seinen eigenen Söhnen, den Unterricht am Altdorfer Gymnasium. Unter den Fittichen Schoppers absolvierte Johannes Saubert die Universität Altdorf, die er 1611 mit dem Magister in Theologie und poeta laureatus abschloss. Nach einigen weiteren Studienjahren in Tübingen, Gießen und Jena wurde Saubert in Altdorf 1617 zunächst Katechet, dann 1618 zum Diaconus und Professor für Theologie ernannt; im selben Jahr heiratete er Helene Leutkirchen aus Nürnberg.
Johannes Saubert der Jüngere war sein Sohn.

### In der Zeit des Dreißigjährigen Krieges
Während der Kriegszeit, deren Schrecken er in den ersten Jahren in Altdorf miterlebte, wirkte er ab 1622 als Diaconus zu St. Aegidien in Nürnberg, dann als erster Prediger zu St. Sebald dortselbst und als Stadtbibliothekar. In dieser Funktion pflegte er einen regen Kontakt und brieflichen Austausch mit Gelehrten, Personen von Stand und fürstlichem Geblüt. Nach dem Tod seiner ersten Frau, die ihm sieben Kinder gebar, ging Saubert eine zweite Ehe ein mit der Witwe des Nürnberger Buchhändlers Wagenmann, die ihm nochmals sieben Kinder schenkte. Johannes Saubert starb nach längerem Leiden 1646 in Nürnberg. 
Ihm werden große Verdienste um die Stadt Nürnberg, insbesondere in den langen Jahren des Krieges, bescheinigt. So sorgte er für die strenge Einhaltung der Sonntagsfeier, verbesserte das Schulwesen und kümmerte sich um die Aufnahme von protestantischen Glaubensflüchtlingen, der sogenannten Exulanten, vor allem aus Österreich.
Johannes Saubert hinterließ eine Reihe von theologischen Schriften, dazu auch gedruckte Predigten, Erbauungsschriften und Gedichte in lateinischer und deutscher Sprache, darunter eine 5-teilige Edition der Briefe Philipp Melanchthons. Hervorzuheben ist seine Historia Bibliothecae Norimbergensis von 1643; in dieser Abhandlung über die Geschichte der Nürnberger Stadtbibliothek erwähnt Saubert einen Catalogus librorum proximis ab inventione annis usque ad a. Chr. 1500 editorum, der als das erste Verzeichnis von „Wiegendrucken“ oder Inkunabeln gilt.
Schon für die Erstausgabe (1641) des sogenannten „Weimarischen Bibelwerks“, auch Kurfürstenbibel genannt, schrieb Johann Saubert d. Ä. kurze Summarien, die die Kapitel des Alten und Neuen Testaments einleiten. Die Texte dieser Summarien sind dann wortgetreu von der Schleswiger Bibel (1664) übernommen worden.

## Schriften
- Dyodekas emblematum sacrorum, Schöner Geistlichen Lehr und Trost Figuren. Nürnberg 1625. Nachdruck 1977.
- Calendarium christianum, Almanach vnd Prognosticon, auff das Jahr/ nach der geburt vnsers Herrn vnd Heylandes Jesu Christi/ M. DC. XXVI. : Darinnen die gülden Zahl/ der Sonnen Circkel/ die Zinßzahl vnnd der Sonntags-Buchstabe zu finden. Halbmayer, Nürnberg (1626) (Digitalisat des Exemplars der Herzog August Bibliothek).
- Lutherus Propheta Germaniae, oder Lutherus der Teutschen Prophet. Nürnberg 1632.
- Wolgemeint Bedencken, wie die Büchlein Christian Hoburgs … zu erklären. Nürnberg 1646.

## In der Kunst
- 2 Bl. a) Mag. Saubertus hat seinen Sohn an der Hand u. zeigt ihm den Weg zur Tugend. Von Geo. Strauch [(1613–1676]). Ao. 1639.
- b) die Handschrift des Saubertus. Beide Blätter aus dem Stammbuch seines Sohnes.[2]